# Ligne Reus - Caspe
La ligne Reus - Caspe ou ligne Reus - Móra la Nova - Caspe est une ligne de chemin de fer espagnole qui appartient à ADIF reliant Reus à Caspe (Aragon) en traversant la Ribera d'Ebre. La ligne commence à Reus à la bifurcation vers la ligne Tarragone - Reus - Lérida et finit à Caspe où elle est reliée à la ligne qui continue vers Saragosse.
La ligne est à écartement ibérique et à double voie et les services qu'ils passent par la ligne sont des trains de banlieue, régionales et/ou de marchandises.

## Histoire
La ligne fut créée pour devenir une ligne directe entre Madrid, Saragosse et Barcelone, remplaçant ou complétant la ligne de Saragosse via Lérida. À l'époque, la plupart de trains qui aller vers Madrid passaient par cette ligne mais actuellement la plupart le font par la ligne Reus - Lérida ou par la LGV Madrid-Barcelone-Figueras.

## Caractéristiques
La ligne relie Reus à Caspe, en Aragon.

### Services ferroviaires
| Service | Terminus service | Début de la ligne | Fin de la ligne | Terminus service                                      |
| ------- | ---------------- | ----------------- | --------------- | ----------------------------------------------------- |
|         | Riba-roja d'Ebre |                   | Reus            | Barcelone-Sant Andreu Comtal Gare de Barcelone-França |
|         | Saragosse        | Caspe             | Reus            | Barcelone-Sant Andreu Comtal Gare de Barcelone-França |